# Dichtung und Wahrheit

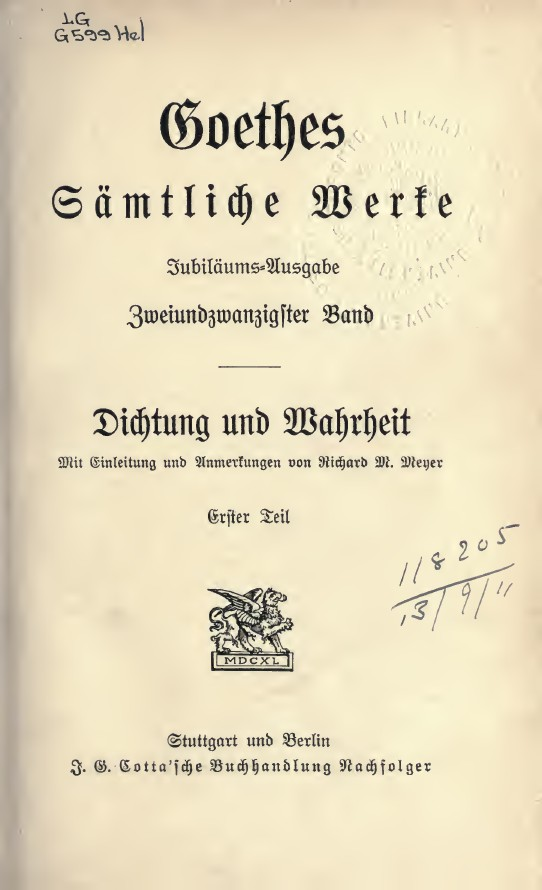
Dichtung und Wahrheit, edição alemã do 1903-1904

 Aus meinem Leben: Dichtung und Wahrheit ( "Da minha vida: Poesia e Verdade") (1811-1833), é a autobiografia do escritor alemão Johann Wolfgang von Goethe, escrita entre 1808 e 1831, descrevendo episódios marcantes ocorridos de 1749, ano de seu nascimento, até 1775. A palavra alemã "Dichtung" significa tanto "poesia" como "ficção", o que indica uma ambiguidade através de uma engenhosa noção humorística de que talvez nem todos os aspectos contados são verídicos. Uma notícia relacionada, em parte, à vida de Goethe, é a sua infância feliz, seu relacionamento com sua irmã Cornélia, e uma paixão por uma garçonete chamada Gretchen, mas também em parte que descreve as mudanças no seu pensamento que foram trazidas pela Guerra dos Sete Anos e a ocupação pela francesa, enquanto outras experiências são apresentadas e explicadas. 

## Conteúdo
A obra divide-se em quatro partes, as três primeiras escritas e publicadas entre 1811-14, enquanto a quarta foi escrita principalmente em 1830-31 e publicada em 1833. Cada parte contém cinco livros. O todo trata apenas dos primeiros 26 anos da vida de seu autor, mas Goethe sustentou que “o período mais importante de um indivíduo é o de seu desenvolvimento”.
Os livros abordam os seguintes acontecimentos:
Primeira Parte
Livro 1 - Infância do autor e a cidade de Frankfurt.
Livro 2 - Primeiras inclinações poéticas e conto infantil "O Novo Páris".
Livro 3 - Ocupação de Frankfurt pelos franceses em consequência da Guerra dos Sete Anos.
Livro 4 - Estudos, inclusive bíblicos, e personagens de Frankfurt.
Livro 5 - Amor juvenil por Gretchen e cerimônias da coroação do imperador alemão em Frankfurt.
Segunda Parte
Livro 6 - Doença e recuperação. Estudante de Direito e Literatura na Universidade de Leipzig.
Livro 7 - Literatura alemã em meados do século XVIII e fundamentos do talento poético de Goethe. 
Livro 8 - Estudos de arte, retorno a Frankfurt (1768), experimentos em química e convicções religiosas.
Livro 9 - Estudante de Direito e Medicina em Estrasburgo (1770). Civilização alemã e francesa, a catedral, autoeducação e paixão.
Livro 10 - Estrasburgo (continuação). O mentor Herder. Viagem à Alsácia-Lorena. Amor por Friedrike. 
Terceira Parte
Livro 11 - Continuação e fim do amor por Friedrike. Graduação em Direito. Afastamento da literatura francesa e admiração por Shakespeare.
Livro 12 - De volta a Frankfurt. Período do "Sturm und Drang", em Wetzlar. Condições levando à concepção de Götz von Berlichingen da mão de ferro e Werther.
Livro 13 - Viagem de Wetzlar a Frankfurt. Publicação e efeito de Götz von Berlichingen da mão de ferro e Werther.
Livro 14 - Novamente "Sturm und Drang". Viagem rio Reno abaixo com Lavater e Johann Bernhard Basedow. Influência de Spinoza.
Livro 15 - Planos para um épico, O Judeu Errante, que não foi concluído. Primeiro encontro com os príncipes de Weimar, ideia de se estabelecer permanentemente em Frankfurt (inverno de 1774).
Quarta Parte
Livro 16 - Spinoza novamente, poesia e profissão, encontro com Lili Schœnemann, Johann Heinrich Jung-Stilling.
Livro 17 - Noivado com Lili, condições sociais e políticas da época.
Livro 18 - Problemas de prosódia, viagem à Suíça até São Gotardo.
Livro 19 - Retorno a Frankfurt, Lavater e seu trabalho no campo da fisiognomia, rompimento do noivado com Lili, início da tragédia Egmont.
Livro 20- Convites de Weimar, a influência demoníaca na vida, continuação de Egmont, partida para Weimar (novembro de 1775).

## Traduções em português
- Memórias: Extratos de minha vida. Poesia e Verdade, tradução de Lúcio Cardoso a partir da edição francesa da Baronesa A. de Carlowitz, Editora José Olympio, 1948.
- Memórias: Poesia e Verdade, tradução de Leonel Vallandro, Editora Globo, 1971. Reedição em 1986 pela Editora da Universidade de Brasília/HUCITEC.
- De Minha Vida: Poesia e Verdade, tradução, apresentação e notas de Mauricio Mendonça Cardozo, Editora UNESP, 2017.